# Patasaari (ö i Egentliga Tavastland, Tavastehus, lat 60,95, long 24,10)
Patasaari är en ö i Finland. Den ligger i sjön Renkajärvi och i kommunen Hattula i den ekonomiska regionen  Tavastehus ekonomiska region  och landskapet Egentliga Tavastland, i den södra delen av landet, 100 km nordväst om huvudstaden Helsingfors. Öns area är 0,3 hektar och dess största längd är 80 meter i nord-sydlig riktning.